# José León Bernal
José León Bernal (Madrid, 3 febbraio 1995) è un calciatore spagnolo, difensore del Tenerife.

## Carriera

### Club
Ha giocato nella massima serie svedese e nella seconda divisione spagnola.

### Nazionale
Tra il 2013 e il 2014 ha giocato 9 partite con la nazionale spagnola Under-19.

## Statistiche

### Presenze e reti nei club
Statistiche aggiornate al 20 giugno 2022.
| Stagione             | Squadra              | Campionato           | Campionato | Campionato | Coppe nazionali | Coppe nazionali | Coppe nazionali | Coppe continentali | Coppe continentali | Coppe continentali | Altre coppe | Altre coppe | Altre coppe | Totale | Totale |
| Stagione             | Squadra              | Comp                 | Pres       | Reti       | Comp            | Pres            | Reti            | Comp               | Pres               | Reti               | Comp        | Pres        | Reti        | Pres   | Reti   |
| -------------------- | -------------------- | -------------------- | ---------- | ---------- | --------------- | --------------- | --------------- | ------------------ | ------------------ | ------------------ | ----------- | ----------- | ----------- | ------ | ------ |
| 2013-2014            | Real Madrid C        | SDB                  | 17         | 0          |                 | -               | -               |                    | -                  | -                  |             | -           | -           | 17     | 0      |
| 2014-2015            | Real Madrid C        | TD                   | ?          | ?          |                 | -               | -               |                    | -                  | -                  |             | -           | -           | ?      | ?      |
| Totale Real Madrid C | Totale Real Madrid C | Totale Real Madrid C | 17+        | 0+         |                 | -               | -               |                    | -                  | -                  |             | -           | -           | 17+    | 0+     |
| mag. 2014            | Real Madrid B        | SD                   | 1          | 0          |                 | -               | -               |                    | -                  | -                  |             | -           | -           | 1      | 0      |
| 2014-2015            | Real Madrid B        | SDB                  | 4          | 0          |                 | -               | -               |                    | -                  | -                  |             | -           | -           | 4      | 0      |
| 2015-2016            | Real Madrid B        | SDB                  | 13         | 2          |                 | -               | -               |                    | -                  | -                  |             | -           | -           | 13     | 2      |
| Totale Real Madrid B | Totale Real Madrid B | Totale Real Madrid B | 18         | 2          |                 | -               | -               |                    | -                  | -                  |             | -           | -           | 18     | 2      |
| 2016-2017            | Leonesa              | SDB                  | 6          | 0          | CR              | 0               | 0               |                    | -                  | -                  |             | -           | -           | 6      | 0      |
| 2017-2018            | Real Madrid B        | SDB                  | 24         | 0          |                 | -               | -               |                    | -                  | -                  |             | -           | -           | 24     | 0      |
| 2018-feb. 2019       | Rayo Vallecano       | PD                   | 0          | 0          | CR              | 0               | 0               |                    | -                  | -                  |             | -           | -           | 0      | 0      |
| feb.-giu. 2019       | AFC Eskilstuna       | A                    | 13         | 0          | CS              | 2               | 0               |                    | -                  | -                  |             | -           | -           | 15     | 0      |
| 2019-2020            | Fuenlabrada          | SD                   | 19         | 0          | CR              | 2               | 0               |                    | -                  | -                  |             | -           | -           | 21     | 0      |
| 2020-2021            | Alcorcón             | SD                   | 35         | 2          | CR              | 3               | 1               |                    | -                  | -                  |             | -           | -           | 38     | 3      |
| 2021-2022            | Tenerife             | SD                   | 35+4       | 0+1        | CR              | 0               | 0               |                    | -                  | -                  |             | -           | -           | 39     | 1      |
| Totale carriera      | Totale carriera      | Totale carriera      | 171+       | 5+         |                 | 7               | 1               |                    | -                  | -                  |             | -           | -           | 178+   | 6+     |

## Palmarès

### Club

#### Competizioni nazionali
- Segunda División B: 1

Leonesa: 2016-2017